# Йёнсен, Фритьоф
Фритьоф Йёнсен (фар. Fridtjof Joensen; 3 сентября 1920, Микладеалур, Фарерские острова — 19 июля 1988, Торсхавн, Фарерские острова) — фарерский скульптор.

## Биография
Несколько лет работал судовым механиком на рыболовецких траулерах и кузнецом. В свободное время вырезал фигурки из дерева. В 1967 году смог посвятить себя искусству и был принят в художественную школу Датской королевской академии искусств в Копенгагене.
В своих работах из дерева или композитных материалов изображал нелёгкий труд рыбаков и фермеров. Автор нескольких памятников, установленных в посёлках и городах Фарерских островов. Многие из них посвящены не вернувшихся с морякам и рыбакам. Большинство из них представляют собой натуралистические группы фигур, отлитых из бронзы. Ф. Йёнсен также создал ряд портретных бюстов и рельефов.

## Избранные работы
- «Мать и дитя» (Скульптурная группа, бронза, 1975, Айи).
- «Поселенцы» (Скульптурная группа, бронза 1975, Рунавик близ Рунавуйка).
- «Дети и лодки» (Скульптурная группа, бронзовый рельеф, 1976, Клаксвуйк).
- Памятник на мемориале, пропавшим в море рыбакам в Джегве.